# Ctenocassida
Ctenocassida – rodzaj chrząszczy z rodziny stonkowatych i podrodziny tarczykowatych.
Chrząszcze te mają ciało o zwykle wydłużonym obrysie, którego boki są równoległe lub niemal równoległe. Czułki o trzecim członie tak długim jak poprzedni lub dłuższym od poprzedniego, a członie szóstym wyraźnie szerszym i bardziej owłosionym od piątego. Ostatnie sześć członów czułków ma matowo czarny oskórek. Głowa ma szeroki, wyraźnie szerszy niż dłuższy nadustek o niekompletnych lub całkiem zanikłych liniach bocznych. Pokrywy mają wciśniętą część dyskową. Stopy wszystkich par odnóży mają grzebieniowane pazurki, przy czym grzebyki owe są duże i sięgają co najmniej do połowy długości pazurka.
Rodzaj neotropikalny. Jego przedstawiciele występują w Brazylii, Paragwaju oraz Urugwaju.
Takson ten wprowadzony został w 1926 roku przez Franza Spaetha, natomiast gatunek typowy wyznaczono w 1952 roku w publikacji pod redakcją Waltera Douglasa Hincksa. Zalicza się do niego 15 opisanych gatunków:
- Ctenocassida blandidica (Boheman, 1855)
- Ctenocassida cuneipennis (Spaeth, 1926)
- Ctenocassida cynarae (Boheman, 1855)
- Ctenocassida glareosa (Boheman, 1855)
- Ctenocassida inurbana (Spaeth, 1926)
- Ctenocassida jatahya (Spaeth, 1926)
- Ctenocassida morata (Spaeth, 1926)
- Ctenocassida quinquelineata (Boheman, 1855)
- Ctenocassida reimoseri (Spaeth, 1926)
- Ctenocassida rubrolineata (Boheman, 1855)
- Ctenocassida rustica (Boheman, 1855)
- Ctenocassida subsita (Spaeth, 1926)
- Ctenocassida subtincta (Boheman, 1855)
- Ctenocassida vitellina (Boheman, 1855)
- Ctenocassida vittigera (Boheman, 1855)